# جيمس داوني (مؤلف)
جيمس داوني (بالإنجليزية: James Downey)‏ (4 يوليو 1958)؛ روائي أمريكي.